# Rhamphomyia trichopleura
Rhamphomyia trichopleura är en tvåvingeart som beskrevs av Saigusa 1964. Rhamphomyia trichopleura ingår i släktet Rhamphomyia och familjen dansflugor. Inga underarter finns listade i Catalogue of Life.